# Ароматичний зв'язок

Позначення ароматичних зв'язків у молекулі бензену

Ароматичний зв'язок (рос. ароматическая связь, англ. aromatic bond) — делокалізований π-зв'язок в циклічних сполуках, що характерний для ароматичних систем, наприклад, бензену, де усі шість зв'язів повністю вирівняні і є проміжними між етиленовим і етановим (1.394 Å).
Термін стосується характеристики структури циклічно кон'югованих молекулярних частинок, стабільність яких є вищою порівняно з тою, яку мають подібні частинки з гіпотетично локалізованими подвійними зв'язками. Якщо структура менш стабільна, ніж гіпотетична класична структура, то молекулярна частинка є антиароматичною. Широко вживаним методом встановлення ароматичності зв'язку є спостереження діатропності 1Н в ЯМР спектрах.